# Club Deportivo Baztán
El Club Deportivo Baztan es un club de fútbol de España de la localidad de Elizondo, capital del Valle de Baztán en la Comunidad Foral de Navarra. Fundado en 1925. Ha disputado un total de 7 temporadas en Tercera división.

## Historia
Fundado en 1925. Es el club de referencia de la comarca del Baztán. Consigue sus mayores éxitos a nivel senior en la década de 1990 consiguiendo jugar 6 temporadas en un grupo XV (navarro-riojano) de Tercera división muy competitivo.El club a logrado participar en la fase previa de la Copa del Rey de la temporada 2024-25 en el cual cayeron eliminados ante el club aragonés Ontiñena Cf.

Su última temporada en Tercera fue la 2018/2019, desde entonces compite en Primera Autonómica.

Sin embargo debido a los ascensos de equipos navarros a Segunda B el CD Baztan asciende a Tercera para disputar la temporada 2015/16. Uno de los mejores jugadores que han salido de la cantera son Jon Pacheco actual jugador de la Real Sociedad, Jon Karrikaburu jugador de la Real Sociedad cedido en el Racing de Santander y también han salido jugadores como  Oihan Azkarate y Hegoi Vaquero del CA Osasuna. Iker Maritorena y Ikergg9roky se van al FC Barcelona. 

## Datos del club
- Temporadas en Tercera División: 7

- Mejor puesto en liga: 5º (1993/94)